# Бакгед (Джорджія)
Бакгед (англ. Buckhead) — місто (англ. town) в США, в окрузі Морган штату Джорджія. Населення — 194 особи (2020).

## Географія
Бакгед розташований за координатами 33°34′6″ пн. ш. 83°21′40″ зх. д. / 33.56833° пн. ш. 83.36111° зх. д. (33.568403, -83.361235).  За даними Бюро перепису населення США в 2010 році місто мало площу 2,08 км², з яких 2,06 км² — суходіл та 0,02 км² — водойми.

## Демографія
Згідно з переписом 2010 року, у місті мешкала 171 особа в 72 домогосподарствах у складі 46 родин. Густота населення становила 82 особи/км².  Було 84 помешкання (40/км²).
Расовий склад населення:
| - 77,8 % — білих - 21,6 % — чорних або афроамериканців |

До двох чи більше рас належало 0,6 %. Частка іспаномовних становила 1,2 % від усіх жителів.
За віковим діапазоном населення розподілялося таким чином: 20,5 % — особи молодші 18 років, 64,3 % — особи у віці 18—64 років, 15,2 % — особи у віці 65 років та старші. Медіана віку мешканця становила 38,3 року. На 100 осіб жіночої статі у місті припадало 108,5 чоловіків;  на 100 жінок у віці від 18 років та старших — 109,2 чоловіків також старших 18 років.
Середній дохід на одне домашнє господарство  становив 40 220 доларів США (медіана — 38 636), а середній дохід на одну сім'ю — 41 908 доларів (медіана — 39 205). Медіана доходів становила 35 313 долари для чоловіків та 26 250 доларів для жінок. За межею бідності перебувало 17,6 % осіб, у тому числі 31,4 % дітей у віці до 18 років та 6,1 % осіб у віці 65 років та старших.
Цивільне працевлаштоване населення становило 93 особи. Основні галузі зайнятості: виробництво — 36,6 %, освіта, охорона здоров'я та соціальна допомога — 28,0 %, роздрібна торгівля — 10,8 %, публічна адміністрація — 8,6 %.